# Lambton (Canada)
Lambton è un comune del Canada, situato nella provincia del Québec, nella regione di Estrie.